# Ґ
Ґ, ґ (ghe, também chamada de ge ou ge com alça) é a quinta letra do alfabeto cirílico.